# 加藤進 (アナウンサー)
加藤 進（かとう すすむ、1947年1月21日 - ）は、フリーアナウンサー。元広島テレビ（HTV）アナウンサー。滋賀県大津市出身。

## 人物
中学2年の時に広島市へ転居。広島大学を卒業後、1969年に広島テレビへ入社。プロ野球などスポーツ中継を担当した。また、報道制作局アナウンス部長を務めた。
広島東洋カープの地元広島でリーグ優勝した試合のテレビ中継実況を2回やっている（昭和54年（1979年）10月6日 阪神戦 広島市民球場 / 平成3年（1991年）10月13日 阪神戦 広島市民球場）。
広島東洋カープがチームで新幹線で移動中に優勝を迎えた時にその瞬間を同乗していた加藤がリポートした。
日本シリーズ第8戦をテレビ中継実況したのは2018年11月現在、加藤だけである。
2005年4月からはアナウンス業務を外れ（その後も何度か番組に出たことはある）、2007年3月末をもって定年退職した。
2015年から中国新聞グループのケーブルテレビ「ちゅピCOM」でカープのウエスタン・リーグ中継実況をしている。

## フリーアナウンサー時代
テレビ
- CARP TIMES（カープタイムズ）ウエスタン・リーグ中継（2015年 - 、ちゅピCOM）
広島東洋カープを中心に公式戦やウエスタン・リーグの生中継、関連イベントの模様
- カープ道 レジェンド実況アナ大集合（2018年11月21日・28日、広島ホームテレビ）鈴木信宏（元中国放送アナウンサー）、神田康秋（元テレビ新広島アナウンサー）、清永敏裕（元広島ホームテレビアナウンサー）と出演

講師
- 安田女子大学 非常勤講師（日本語と映像文化）
- 中国新聞文化センター「ちゅーピーカレッジ」講師
- 広テレ！キャンパス 講師

## 広島テレビ時代の主な担当番組
- ひろしまTODAY60 - 1980年代中期に放送されていた平日夕方の情報番組。
- NNNニュースプラス1ひろしま
- 広島土曜ジャーナル
- スポーツ中継
- こちらマル○生活研究所
- ほっとひろしま

## スポーツ中継で担当した試合

### プロ野球
地元広島東洋カープ戦中継の実況として活躍していた。
公式戦
- 1984年9月15日の対読売ジャイアンツ戦で長嶋清幸が西本聖から逆転サヨナラホームランを放った試合[3]。
- 1991年10月13日の広島のセ・リーグ優勝決定戦（対阪神戦（ダブルヘッダーの第2試合）。スコアは1-0で、胴上げ投手は大野豊）も実況し、試合後に広島市民球場のグラウンド内で行われたビールかけの模様も伝えた[4]。

日本シリーズ
- 1986年の日本シリーズ・対西武ライオンズ戦では第1戦の中継を担当。

0-2で迎えた9回裏1死から小早川毅彦と山本浩二が西武先発の東尾修から2者連続ホームランを放ち、同点に追いついた。その後試合は延長14回時間切れで引き分け。これがシリーズ史上初となる第8戦までもつれ込むきっかけとなった。
その第8戦でも実況を担当。試合は3回裏に広島の先発金石昭人が西武の先発東尾から2ランを放ち先制したが、6回表に秋山幸二が金石から同点2ラン（バック転をしながらホームインしたことで有名になる）と、8回表にジョージ・ブコビッチのタイムリー二塁打で3-2と逆転。最後を工藤公康が締めてシリーズ史上2度目となる｢3連敗から4連勝の逆転日本一｣の瞬間を伝えた。そして、この試合で現役を引退する山本浩二の胴上げも併せて実況した。
このほかにも日本シリーズは1979年（対近鉄）の第5戦、1984年（対阪急）の第2戦、1991年（対西武）の第5戦の実況を担当した。

### ゴルフ
- ヨネックスオープン広島ゴルフトーナメント